# Veleliby
Veleliby je vesnice v okrese Nymburk, patřící pod obec Dvory. Leží 2 km na západ od Dvorů a 3 km severně od Nymburka.

## Historie

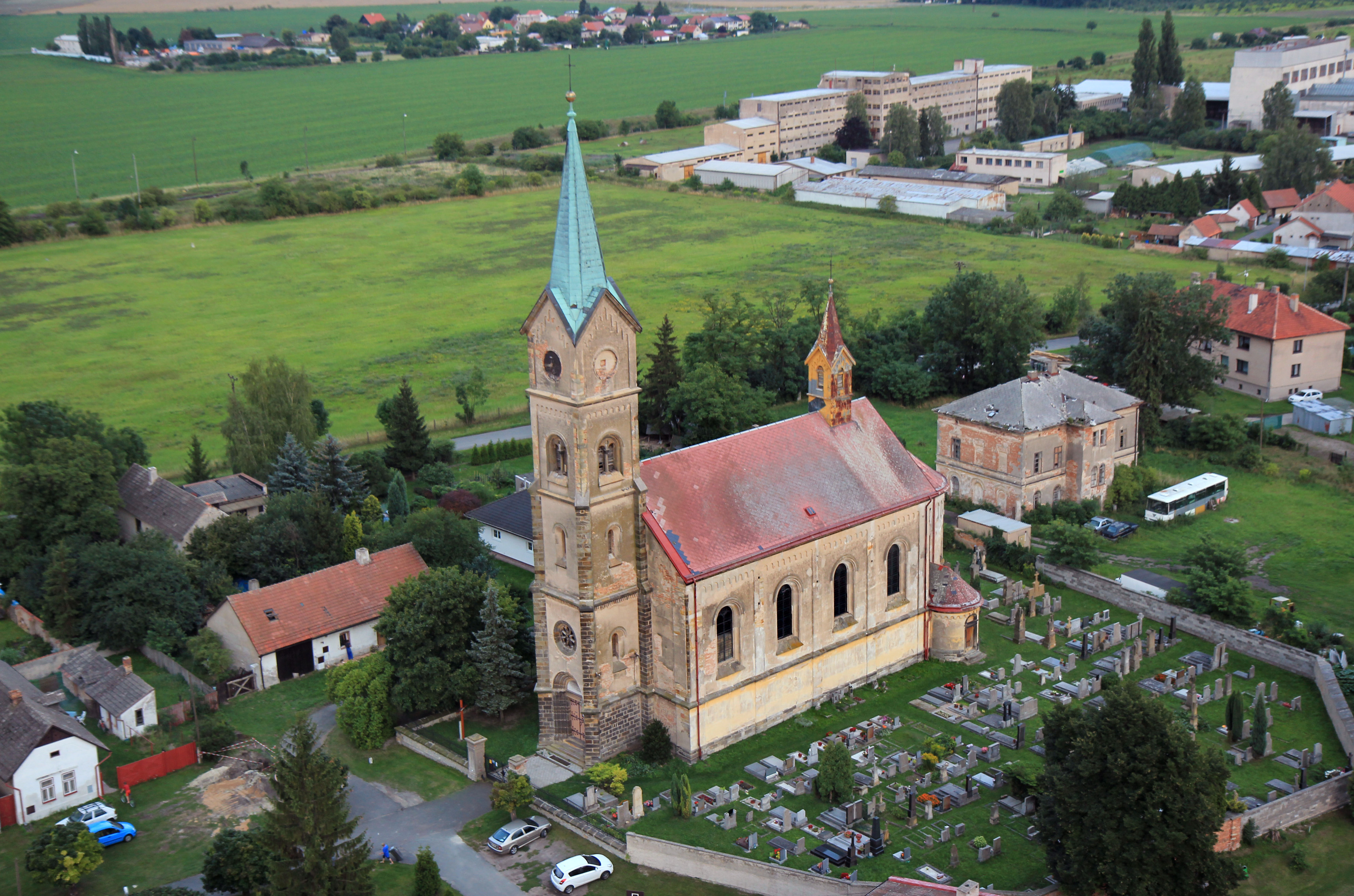
Kostel svatého Václava

V okolí vsi se sídlilo již v pravěku. První písemná zmínka o vesnici pochází z roku 1223. V tu dobu svůj dvorec blízko Nymburka postavil Vladislav z Velelib. Původní název obce zněl Veleljuby, podle zbožnosti zdejších obyvatel. Od roku 1345 stával ve Velelibech kostel, do dnešní doby jich bylo několik. Jako první kněz sloužící ve velelibském kostele je uváděn kněz Boček starší. V dobách husitských válek postihla osadu Veleliby katastrofa, jelikož byl kostel, fara i veškeré příbytky vypáleny. Kostel byl ale po husitských válkách opět obnoven. Roku 1564 byla manželka Jana Chrtounského z Chotouně, hejtmana na Lysé, pochována ve velelibském kostele. Náhrobky Ludmily Chrtounské a jejího syna jsou stále zachovány a byly umístěny v předsíni kostela. Další katastrofou pro Veleliby byla třicetiletá válka, protože kostel byl pobořen a fara a příbytky byly opět vypáleny a po dlouhou dobu nebylo nic obnovováno. Až v roce 1735 se vrchnost benátecká ujala obnovy kostela, avšak k obnově fary nedošlo. V roce 1846 byly ve Velelibech obsazeny dva domy několika rodinami, kostnice a starý kostel, okolo kterého byl hřbitov, vše ostatní byla pole. Zástupci Dvorů, Všechlap, Krchleb a Čilce požádali roku 1853 nymburský magistrát o vlastního velelibského faráře a vlastní faru. Jan Zendrich, nymburský měšťan a mecenáš nymburských škol, přinesl průlom do událostí Velelib. Napsal na biskupství, že pokud bude ustaven farářem Antonín Vedral (dřívější ředitel nymburských škol), věnuje ze svého statku v Krchlebech velelibské faře 50 korců polí. Pražská konzistoř návrh Zendricha přijala. Až po válce prusko-rakouské mohla být v roce 1866 fara skutečně postavena. V následujících letech se postavily další hospodářské budovy, stodola, chlévy, sýpka a kolna. V roce 1871 začal páter Vedral společně s osadníky uvažovat o stavbě nového kostela. Sepsali tedy petici, kterou poslali městské radě v Nymburce a ve které se mimo jiné uvádělo: „Starý kostel je pro 2088 duší malý, jeho zdi chatrné a tudíž je třeba kostela nového, většího. S ohledem na vzdálenost přifařených obcí je nutno, aby na vysoké věži byl umístěn velký zvon, aby jeho hlahol slyšán byl na dálku.“ V roce 1873 byl špatný stav kostela potvrzen a výstavba nového byla schválena. 30. května 1876 byl položen základní kámen nového kostela. Byla rozhodnuta stavba kostela v severojižním směru. 20. října 1878 přijel velelibský kostel posvětit pražský arcibiskup, kardinál Bedřich, kníže ze Schwarzenbergů. Po smrti faráře Vedrala se stal farářem Václav Šorejs, jehož pozemky v okolí Velelib byly na jaře často pod vodou. Z toho důvodu se rozhodl, že nechá na farních a zádušních pozemcích provést odvodnění. Nápad se zalíbil i majiteli Zdonína panu Mazánkovi. Tak došlo k vybudování meliorační sítě na desítkách hektarů půdy. Tito dva pánové měli další nápady jako např.: výstavba silnice ze Zdonína do Velelib a výsadba téměř tisíce ovocných stromů podél silnice v širém okolí. Ve 20. století se na kostel negativně podepsalo posledních 50 let, kdy byly státem odebrány veškeré polnosti, nebyl obnovován meliorační systém a postupně docházelo k devastaci církevních objektů, fary i kostela. V roce 2019 byla u kostela vyměněna chátrající věžička za novou.
Dominantou vesnice je novorománský kostel svatého Václava. Ve vsi se pořádá Svatováclavské posvícení. Ve vsi byla v 50. letech vybudována významná firma Semena Veleliby, což vedlo k rozmachu osady a tato firma zde sídlí dodnes. Toto místo bylo firmou vybráno z důvodu úrodné krajiny a lehké dostupnosti železnice. Díky této semenárně se stala obec Veleliby známou po celé republice. Na místním antukovém hřišti se hraje rekreačně nohejbal.
Veleliby patří mezi železniční uzly, neboť se zde rozchází železniční trať směrem na Mladou Boleslav a na Jičín. Na západ od Velelib u říčky Lidušky byl vybudován mokřad, který je součástí projektu MŽP. Při hloubení mokřadu se nalezl hrob z pozdní doby kamenné i další objekty.

## Doprava
Dopravní síť
- Pozemní komunikace – Do obce vedou silnice III. třídy.

- Železnice – Na území obce leží železniční stanice Veleliby, kde se spojují koleje ze stanic Nymburk hlavní nádraží a Nymburk město a rozdělují se na tratě 061 do Jičína a 071 do Mladé Boleslavi. Železniční Trať 061 Nymburk - Kopidlno - Jičín je jednokolejná celostátní trať, provoz byl zahájen roku 1881. Železniční Trať 071 Nymburk - Mladá Boleslav je jednokolejná celostátní trať, provoz byl zahájen roku 1870.

Veřejná doprava 2021
- Autobusová doprava – V zastávce Dvory,,Veleliby staví v pracovních dnech 8 spojů linky 434 Nymburk-Benátky nad Jizerou (o víkendech 3 spoje). V zastávce Dvory,,Veleliby hlavní silnice staví linka 499 Nymburk-Mladá Boleslav (v pracovních dnech 10 spojů, o víkendu 7 spojů), linka 434 Nymburk-Benátky nad Jizerou (v pracovních dnech 8 spojů, o víkendech 3 spoje) a linka 436 Nymburk-Milovice (v pracovních dnech 12 spojů) (dopravce Okresní autobusová doprava Kolín, s. r. o.).

- Železniční doprava – Po trati 061 směrem na Jičín jezdilo v pracovní dny 16 párů osobních vlaků a 1 pár spěšných vlaků, o víkendu 13 párů osobních vlaků a 1 pár spěšných vlaků. Po trati 071 do Mladé Boleslavi jezdilo v pracovní dny 10 párů osobních vlaků, o víkendu 9 párů osobních vlaků.

## Pamětihodnosti
- Kostel svatého Václava

## Galerie

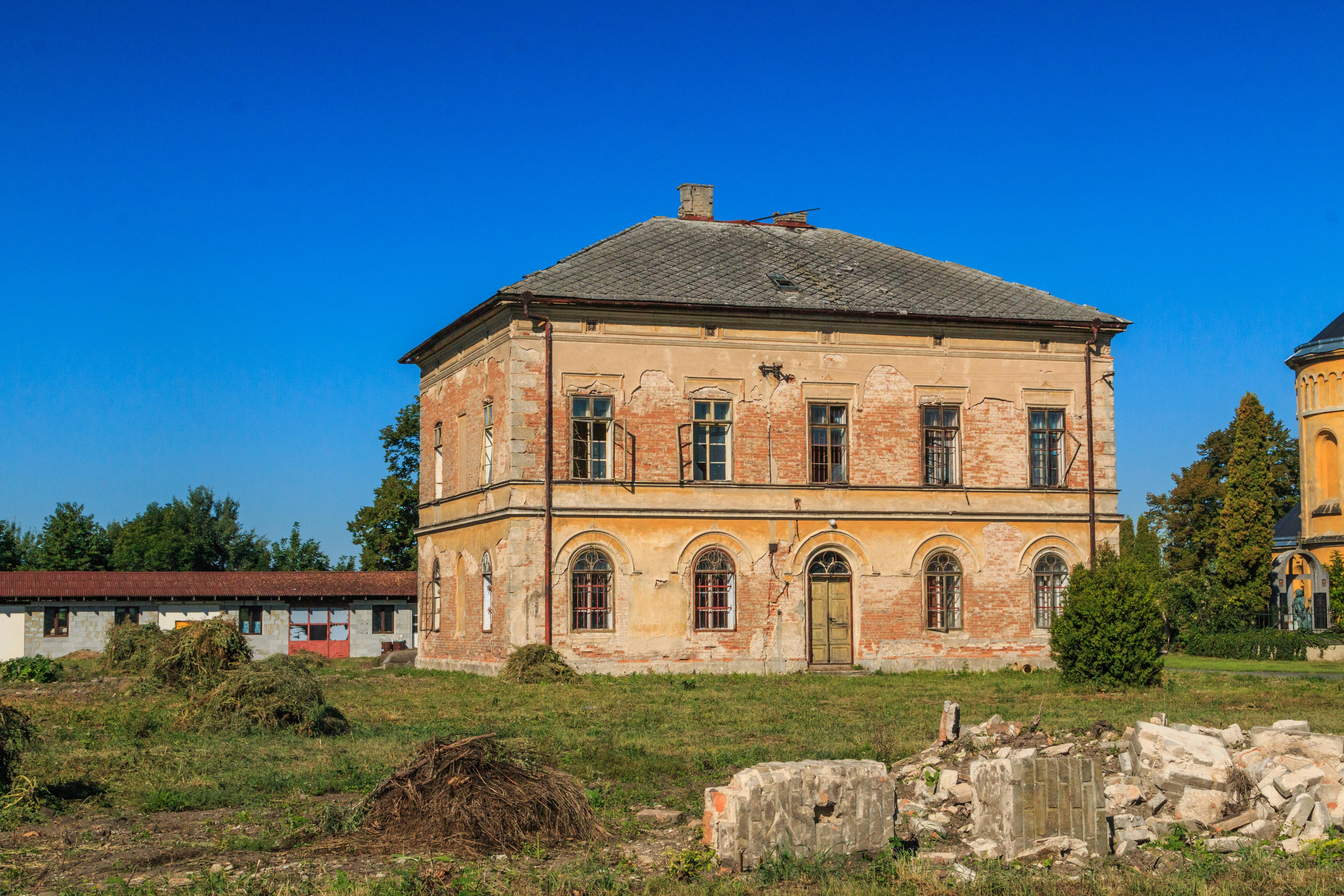
Fara Veleliby
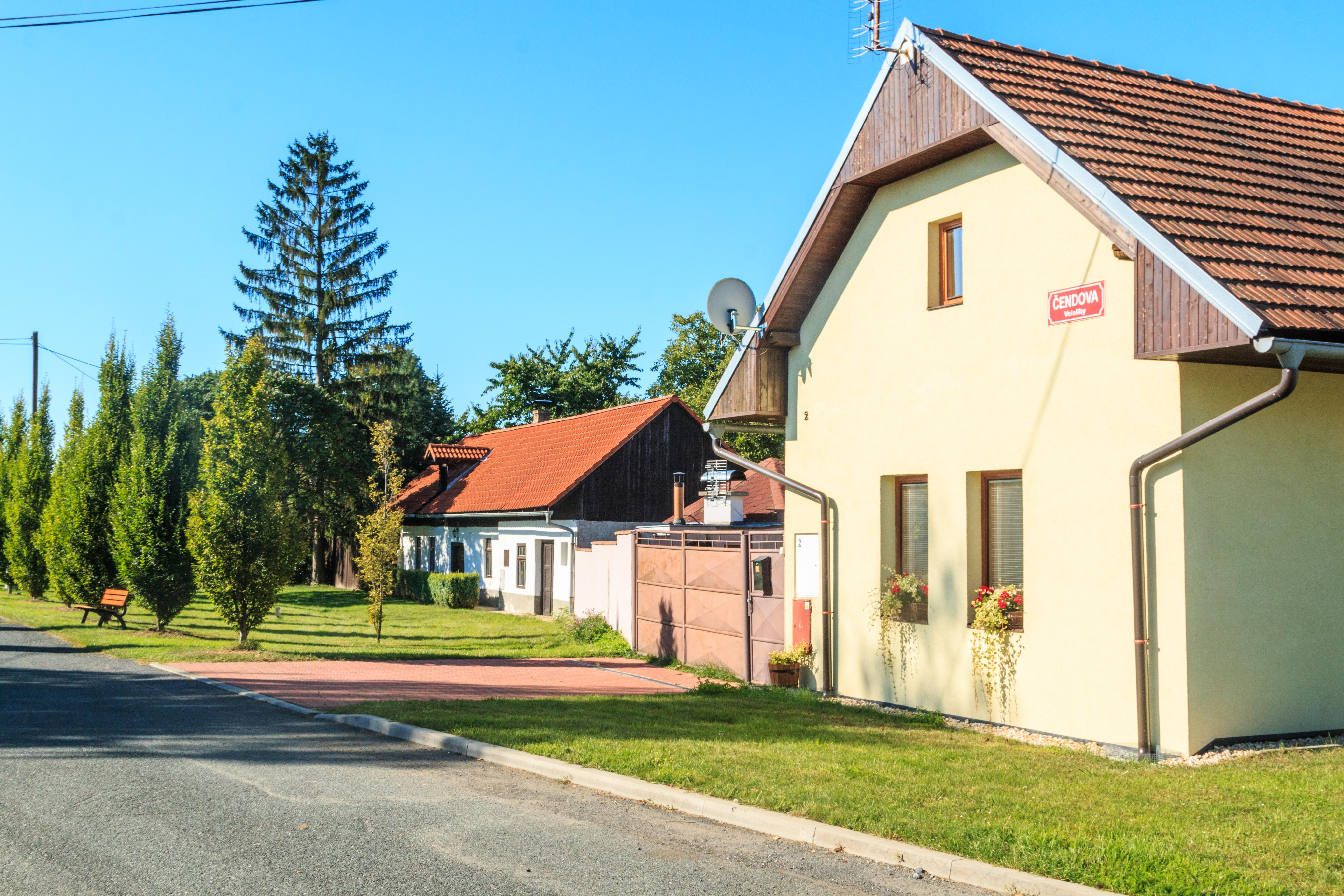
Veleliby dům čp. 2
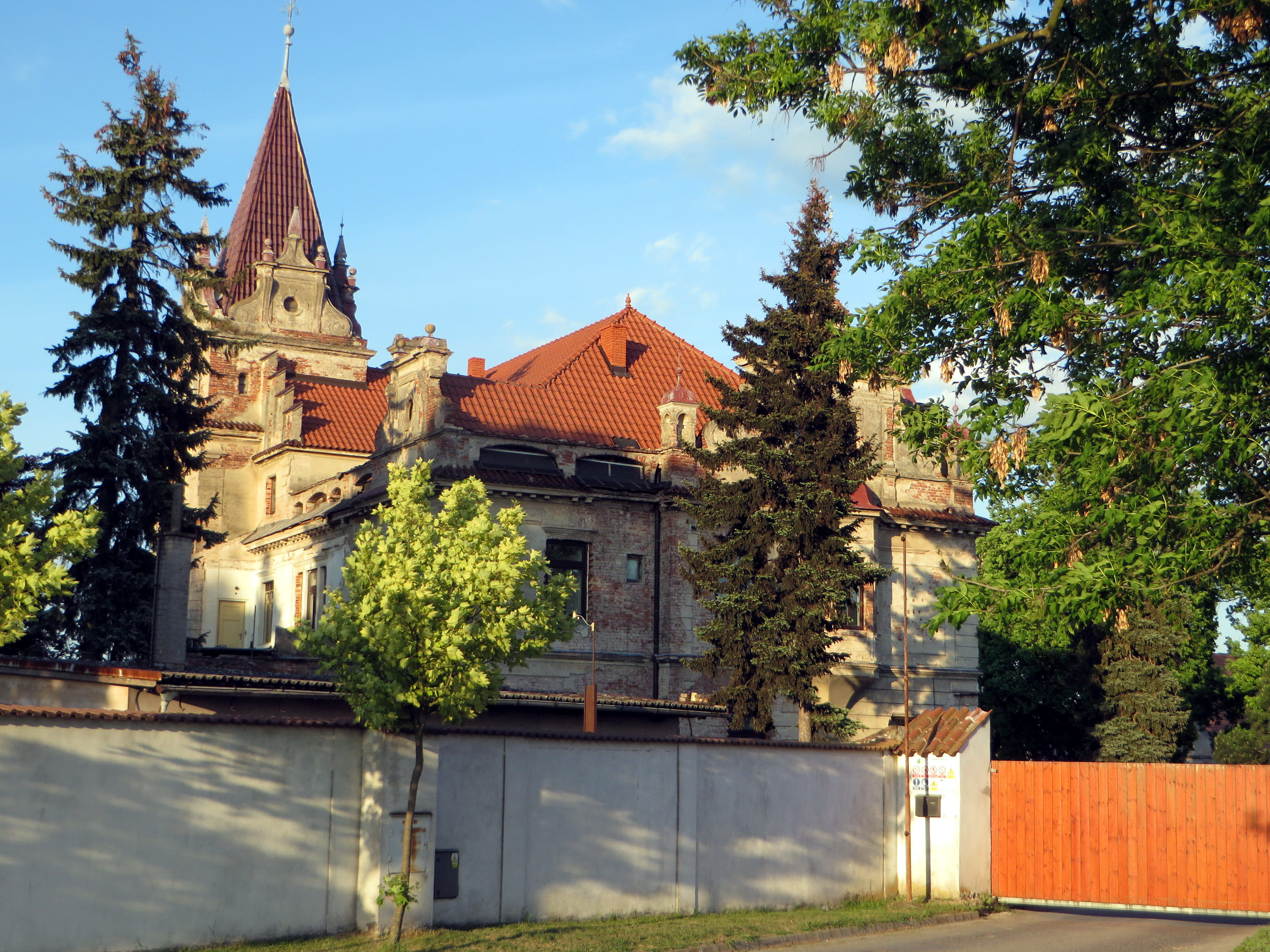
zámek ve Zdoníně
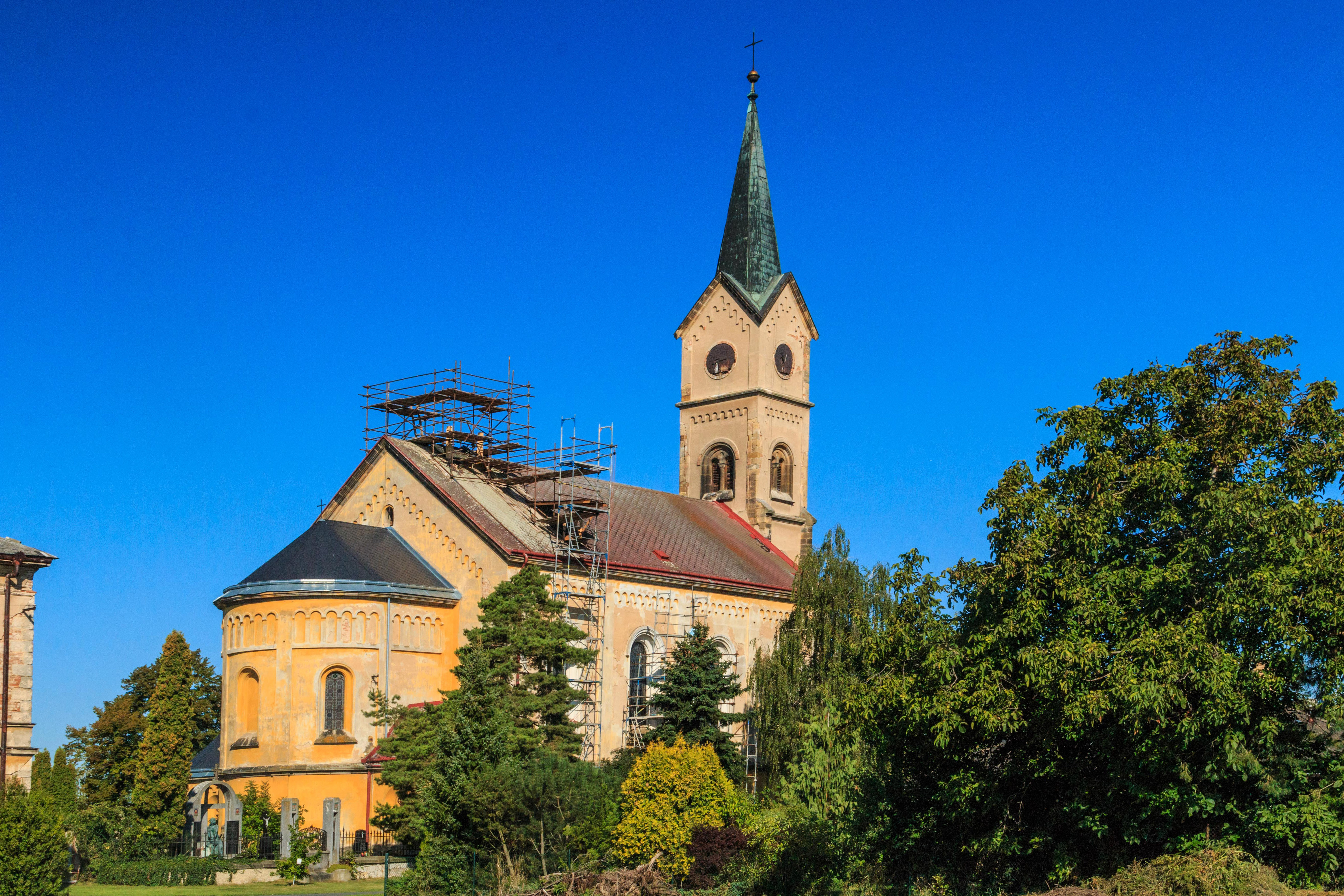
Kostel svatého Václava (Veleliby)
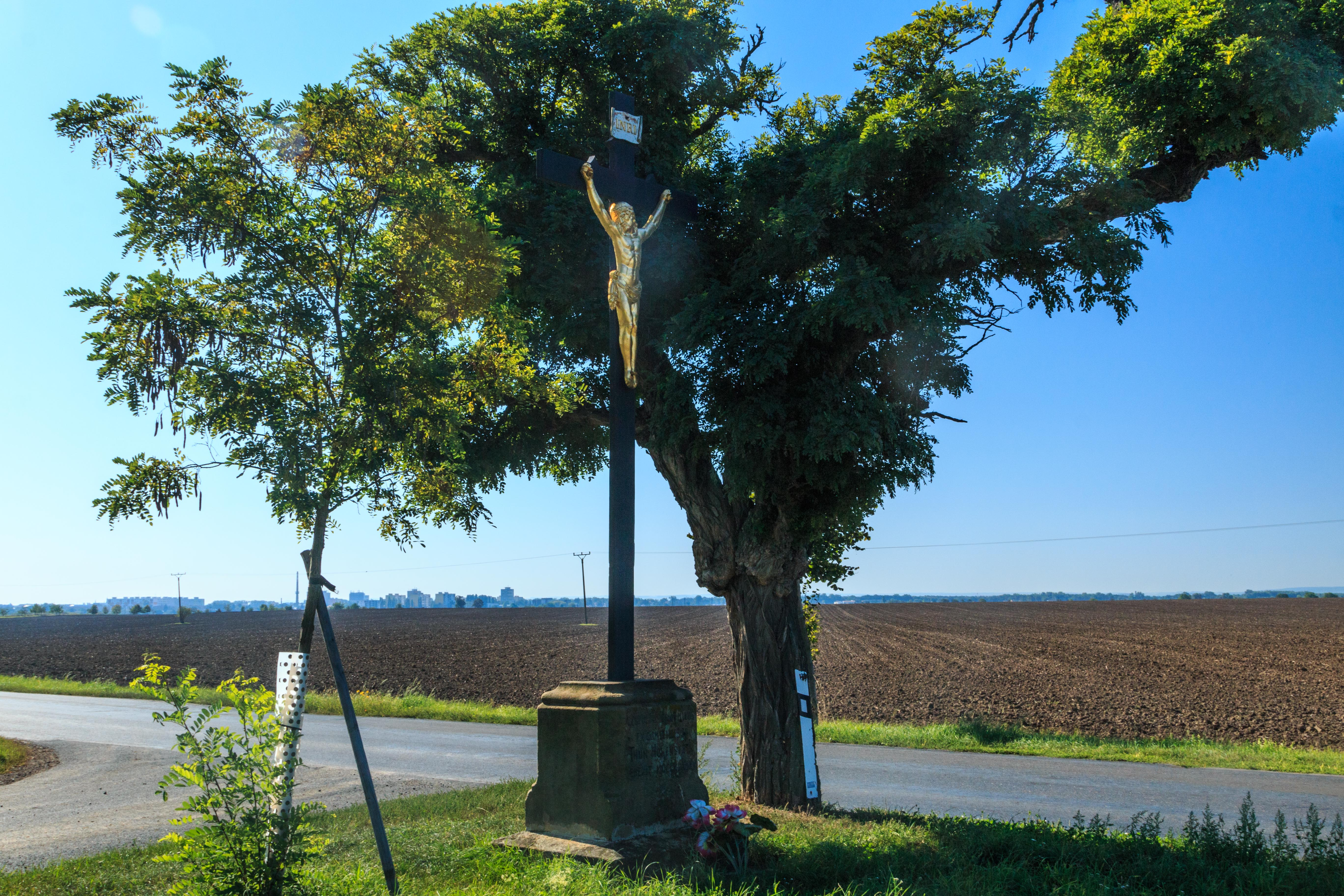
kříž u silnice z Velelib do Dvorů